# Aegus alternatus
Aegus alternatus es una especie de coleóptero de la familia Lucanidae.

## Distribución geográfica
Habita en las Islas Carolinas.